# Morgan Luttrell

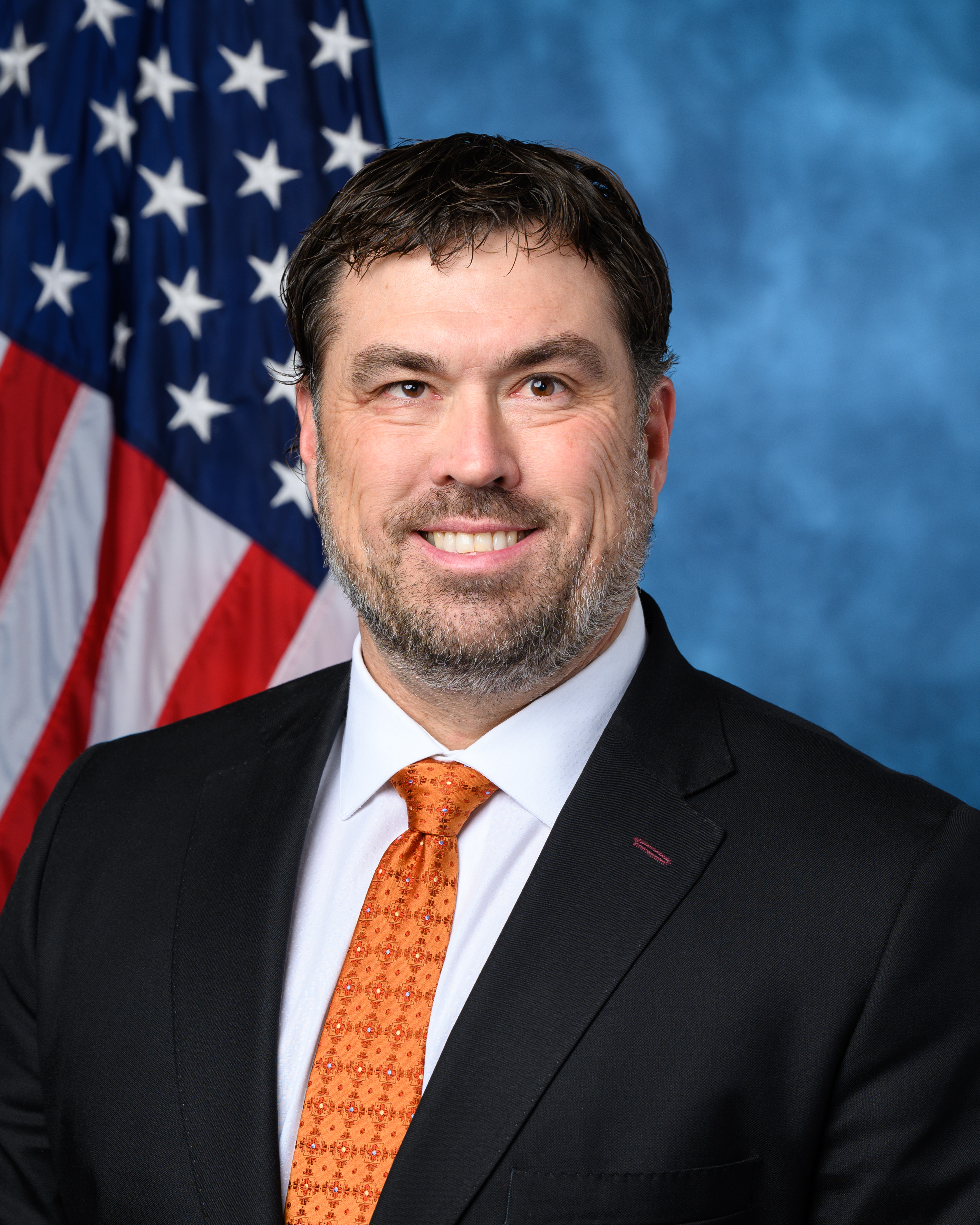
Morgan Luttrell (2023)

Morgan Luttrell (* 7. November 1975 in Houston, Texas) ist ein US-amerikanischer Politiker der Republikanischen Partei. Seit Januar 2023 vertritt er den 8. Distrikt des Bundesstaats Texas im US-Repräsentantenhaus.

## Leben
Luttrell besuchte die Willis High School und erhielt 2000 einen Bachelor of Science in Psychologie von der Sam Houston State University, worauf er an der Harvard University studierte und bis 2014 in der United States Navy diente. Während eines Einsatzes verunglückte er 2009 mit einem Helikopter und erlitt einen Rückenbruch sowie ein Schädel-Hirn-Trauma. 2016 verlieh ihm die University of Texas at Dallas einen Master of Science in angewandter kognitiver Neurowissenschaft. Nach seinem Studium arbeitete er sowohl als CEO von Trexxler Energy Solutions und Boot Campaign als auch als Adjunct Professor an seiner Alma Mater, der Sam Houston State University. Von 2017 bis 2019 war er Mitglied des Energieministeriums.
Luttrell ist mit Leslie Luttrell verheiratet und hat zwei Söhne.

## Politische Laufbahn
2022 kandidierte er für den Posten des Vertreters des 8. Distrikt Texas’ im Repräsentantenhaus. Der langjährige Amtsinhaber Kevin Brady ging nämlich in den Ruhestand. Nachdem Luttrell sich mit 52,1 % der Stimme in der republikanischen Vorwahl durchgesetzt hatte, gewann er mit 70,2 % der Stimme gegen die Demokratin Laura Jones. Er wurde am 7. Januar 2023 als Mitglied des Repräsentantenhauses des 118. Kongresses vereidigt.
Bei der Vorwahl zur Kongresswahl 2024 müsste er sich in der Vorwahl ebenso wie die Demokratin Laura Jones keinen Gegenkandidaten stellen. Das Ernie Duell mit Jones bei der Wahl zum 119. Kongress im November 2024 konnte Luttrell mit 68,2 % für sich entscheiden. Seine zweite und aktuelle Legislaturperiode im Repräsentantenhaus des 119. Kongresses dauert noch bis zum 3. Januar 2027.

### Ausschüsse
Luttrell ist aktuell Mitglied in folgenden Ausschüssen des Repräsentantenhauses:
- House Armed Services Committee
- Committee on Homeland Security
- Committee on Veterans’ Affairs